# 张惟诚
张惟诚（1545年—？），字汝思，號豫吾，錦衣衛籍，直隶永清县（今河北省廊坊市永清縣）人，明朝政治人物。

## 生平
隆慶元年（1567年）丁卯科順天府乡试第九十二名举人，隆庆五年（1571年），登辛未科會試第三百十名，三甲二百四十名进士。都察院觀政，初授清河县知县，调任汶上县知县，升户部主事，萬曆九年（1581年）升员外郎，之后历任户部署郎中事主事，五月升山西佥事、雁门兵备，十二年九月加右參議銜，十三年升副使，俱照旧管事。萬曆十八年累升山东左参政、管理淮安漕运，次年被弹劾回籍听勘。萬曆三十年七月調補四川右参政，卒于官。

## 事跡
汶上縣任內，曾创置补助厂。万历皇帝接见、赐天语“爱养百姓”。
在代州期間，创设纺织局。主持修建《代州志》。修葺代州钟楼。
张惟诚守鴈門時，朝廷命各地丈田畝，清浮糧，有司欲向五台山征稅，其下令豁免。

## 著作
- 《江秋月送徐光禄归吴》[11]

芙蓉秋色满仙舟，千里人看书锦游。
共把新声归比海，座对忘机泛泛鸥。
知是暮云烟霭处，一封何日问江头。
- 《过汶上投张邑侯》

明·莫是龙
清济东来漭北流，地分齐鲁尽荒丘。
祗今风俗尊儒吏，不废絃歌汶水头。

## 家族
曾祖张清。祖父张鹏翰，封明威将軍、錦衣衛指挥佥事。父张麟。母扈氏。具庆下。從兄乾、坤、震、巽。從弟兑。弟惟謹。
今之后人多居济宁汶上，已历20余代。